# 吳晉錫
吴晋锡（？—？），字康侯，號燕勒，又號兹受（梓授），南直隶苏州府吴县籍吴江县人，明末清初官员。

## 生平
崇祯十二年（1639年）己卯科應天乡试舉人，崇禎十三年（1640年）聯捷庚辰科進士，都察院观政，本年八月授永州府推官。尝奉檄清狱，历十三郡，出冤系数千人。时四方盗炽，晋锡团练乡勇，为守御计，祁阳贼冯异乘岁饥，鼓乱众数万，攻破祁阳据之。晋锡选团兵及猺兵，得五千人，将讨异，异遣人伪约降，斩之，命将三路薄祁阳，而自集馀兵守永。异果从间道来袭，围三昼夜，知有备遁去。晋锡率锐兵追之，斩首千计，三路兵复扼其前，获异父母而异降。既张献忠陷长沙，巡抚王聚奎偕诸溃将奔永，永民畏焚掠，咸避去，城空。晋锡将奔诉于朝，会新抚何腾蛟至，移檄追还，命掌武昌推官事。甲申南都诏至，左良玉拥兵汉阳，意不测，腾蛟将以死徇，晋锡说以正纪，卢鼎等得开读无他变，腾蛟疏陈晋锡守永功，以为衡永郴桂团练监军，晋锡至永，复以计擒剧贼魏可教等。乙酉（1645年），左良玉反，腾蛟投江，获救不死，乃抵长沙，集诸属吏痛哭盟誓，分士马舟舰糗粮，各任其一命，晋锡以长沙推官摄郴桂道事，晋锡陈鸠楚方略数千言，腾蛟善之而不能用。丙戌（1646年），唐王徵兵于楚，晋锡请行，腾蛟不许，别遣郝永忠，永忠欲得晋锡兵，晋锡悉以其兵隶之，唐王擢晋锡广西布政使，晋锡将行，而永忠尚屯郴，郴民苦之，谒晋锡不得行，加大理寺卿，摄道事。清兵日迫，郴地益危，晋锡誓死守，既而腾蛟在长沙檄晋锡督饷，晋锡去郴，永忠果激民变，屠郴而去。丁亥（1646年），永明王朱由榔以晋锡巡抚衡永郴桂长宝，会湘阴、长沙兵变，腾蛟奔衡州，湖南无尺土，晋锡知事不可为，遂削发为僧，入九嶷山，清军招降之，不应。

## 著作
著有《增补玉棹银河集》、《半生自纪》、《孤臣泣血录》等。

## 家族
高祖父吳山，刑部尚書。
子吳兆騫，字汉槎，与兄兆宽、兆宫同与慎交社，名闻远近，顺治十四年丁酉举人，以科场案发，被遣戍宁古塔。居塞外二十余年，是清初诗人。墓在堯峯山東薛家湾。
兆宽字宏人，兆宫字聞夏，弟兆騫被放逐，遂绝意进取，专精诗文。季弟兆宜，字显合，有笺注徐孝穆、虞子山集行世，人服其博洽。
吴江县治後有“世科坊”，嘉靖二十八年为吴洪、吴山、吴岩、吴崑、吴邦桢、吴承熙、吴承焘立。